# Пельтцер Тетяна Іванівна
Тетя́на Іва́нівна Пе́льтцер (рос. Татьяна Ивановна Пельтцер, *24 травня (6 червня) 1904, Москва, Російська імперія — 16 липня 1992, Москва, РРФСР, Росія) — радянська акторка театру і кіно. Лауреат Сталінської премії ІІІ ступеня (1951). Народна артистка СРСР (1972). Кавалер Ордена Леніна (1984). Член КПРС із 1956 року. Дочка актора Івана Пельтцера.

## Біографія

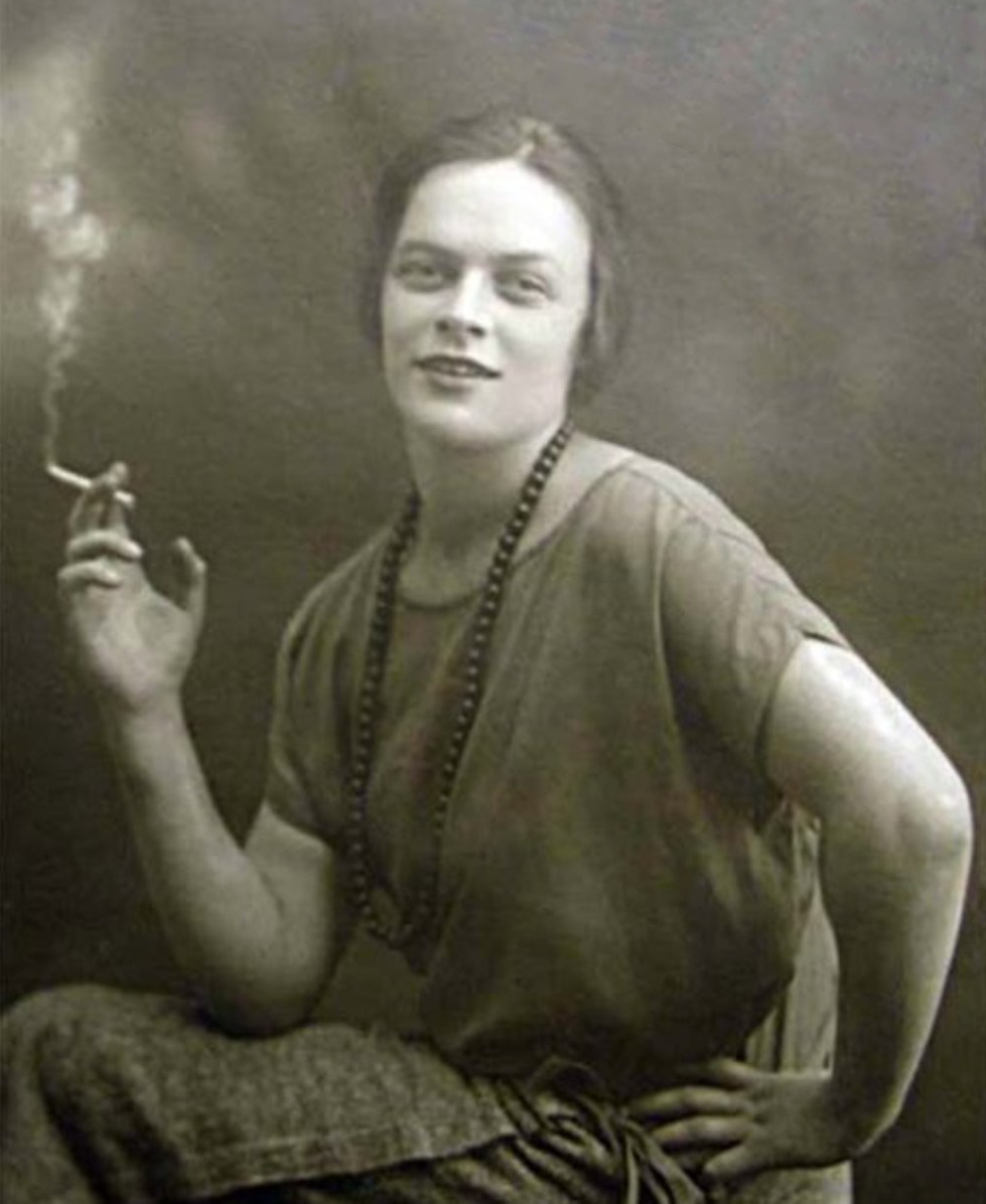
Пельтцер Тетяна Іванівна

Народилася і виросла в строгій сім'ї. Батько — німець, Іоганн Робертович Пельтцер, предки якого переселилися з Німеччини до Росії за часів Івана Грозного. Вони були кравцями, шили шуби — «пельтци», звідси і пішло прізвище. Аж до серпня 1914 року, поки не почалася Перша світова війна, в сім'ї говорили виключно німецькою. Втім, батько все життя себе називав Іваном Романовичем. Мати — єврейка, дочка головного рабина з Києва.

## Перші кроки на сцені
Акторській майстерності вчилася у свого батька, чудового актора і постановника перших спектаклів, де узяла участі Тетяна.
На сцену вперше вийшла в дев'ять років в спектаклі «Камо грядеши» в ролі Авдія. А за наступну акторську роботу в «Дворянському гнізді» вона вперше отримала гонорар. В одинадцять років засяяла в ролі Сергійка в спектаклі «Анна Кареніна», але її шлях на сцену не був легким: акторкою вона стала, не відвідуючи вузів.

## Початок акторської роботи
Професійну акторську діяльність початку в 1920 році в Пересувному театрі Політуправління.
- 1920 — акторка театрів в Нахічевані, Єйська.
- 1923 — вступила в трупу театру МГСПС (нині — театру ім. Мосради), але з цього театру була виключена з формулюванням «за профнепридатність». Довелося якийсь час підробляти друкаркою.

## Сім'я
1927 — виходить заміж за молодого німецького комуніста і філософа Ганса Тейблєра.
1930 — виїжджає з чоловіком до Берліна, де влаштовується друкаркою в торгпредстві СРСР. Відомий режисер Ервін Піскатор, дізнавшись, що молода дружина Ганса Тетяна Тейблєр — театральна акторка, запрошує її в свою постановку «Інти» (за Глєбовим). Але благополучне, забезпечене життя за межами Росії виявляється не для неї. Незважаючи на відсутність побутових труднощів, незважаючи на відсутність мовного бар'єру, Тетяна розлучається з чоловіком і виїжджає до Москви, де знову бере прізвище Пельтцер, але добрі відносини вони з Гансом підтримували всю решту життя.
- 1931 — акторка театру імені Мосради.
- 1934 — знову друкарка, але на заводі АМО, де головним інженером працює її улюблений брат Олександр, тричі рекордсмен СРСР в автомобільних гонках.
- 1936 — працює в найстарішому Ярославському драматичному театрі ім. Ф.Волкова.
- 1937 — акторка Колгоспного театру в Москві
- 1938 — акторка театру імені Мосради.

## Московський театр мініатюр
1940 — в Московському театрі мініатюр нарешті розкривається її талант. Вона грає все: скетчі, сценки, веде концерти, виявляється як гострохарактерна акторка в ролях банщиків, молочників, няньок, і так далі, і так далі. Багато пізніше Марк Захаров помітив в одному з інтерв'ю: «З наших (акторів „Ленкома“), безумовно, Тетяна Іванівна Пельтцер». Йшлося про акторів, які навкруги себе на сцені створюють особливе біополе, здатне захопити і «тримати зал», як видатний актор М. П. Чехов.

## Театр Сатири
1947 — в Московському театрі Сатири.
1951 — лауреат Державної премії СРСР (театральна робота).
Справжня, всенародна популярність прийшла до Тетяни Іванівни після екранізації Тетяною Лукашевич і Борисом Равенських спектаклю Театру Сатири «Весілля з приданим». Після ролі у фільмі «Солдат Іван Бровкін» отримала епітет «мати російського солдата», і в наступному фільмі про Бровкіна її роль спеціально зроблено однією з основних.
1956 — член КПРС. 1960 — народна артистка РРФСР. 1972 — народна артистка СРСР. Вона стала першою народною артисткою в знаменитому театрі Сатири, який вже існував 48 років.

## Театр «Ленком»
1977 — акторка театру ім. Ленінського комсомолу. Перехід пов'язаний з Марком Захаровим. Саме в його спектаклях, поставлених в Театрі Сатири, вона «створювала поле», «тримала зал», але перехід в молодіжний театр виявився невдалим. Втім, Тетяна Іванівна завжди говорила і робила те, що вважала потрібним.
Один з останніх спектаклів, де грала видатна акторка, це «Поминальна молитва», де акторка грала практично без слів (позначалася жахлива для актора хвороба: втрата пам'яті).
Померла 16 липня 1992 року. Похована в Москві, на Введенському кладовищі.
Нагороджена орденами Жовтневої Революції, Трудового Червоного Прапора, медалями.
Знамениту фразу «Я - щаслива стара» — Тетяна Іванівна вимовила на своєму 70-річчі.

## Театральні роботи
- Лукер'я Похльобкіна («Весілля з приданим» Дьяконова)
- Манефа («На всякого мудреця досить простоти» Островського)
- Мадам Ксидіас («Інтервенція» Славіна)
- Тітка Тоні («Прокинься і співай» Дьярфаша)
- Прасков'я Дмитрівна («Стара діва» Штока)
- Матуся Кураж («Матуся Кураж» Брехта)

та ін.

## Фільмографія
- «Вона захищає Батьківщину» — 1943
- «Весілля» — 1944 (комедія) - дружина лікаря
- «Прості люди» — 1945
- «Дорогоцінні зерна» — 1948 (мелодрама)
- «Сеанс гіпнозу» — 1953
- «Весілля з приданим» — 1953 (комедія) - Лукерія Похльобкіна
- «Приборкувачка тигрів» — 1954 (лірична комедія)
- «Велика сім'я» — 1954 (кіноповість)
- «Атестат зрілості» — 1954 (кіноповість) — двірник
- «Улюблена пісня» — 1955 (комедія)
- «Два капітана» — 1955 (пригоди)
- «Солдат Іван Бровкін» — 1955 (комедія) - мати Бровкіна
- «Максим Перепелиця» — 1955 (комедія)
- «Медовий місяць» — 1956 (мелодрама) - Віра Аркадіївна, медсестра
- «Іван Бровкін на цілині» — 1958 (комедія)
- «Не на своєму місці» — 1958
- «Клишоногий друг» — 1959
- «Повість про молодят» — 1959 (мелодрама)
- «Незвичайна подорож Мішки Стрекачова» — 1959 (пригоди)
- «Кінець старої Березівки» — 1960 (кіноповість)
- «Перше побачення» — 1960 (мелодрама)
- «Своя голова на плечах» — 1961
- «Кінець світу» — 1962
- «Яблуко розбрату» — 1962 (Комедія) Дудукалка
- «Важкі діти» — 1963
- «Хід конем» — 1963 (комедія)
- «Все для вас» — 1964 (комедія)
- «Морозко» — 1964 (казка) — мати нареченої
- «Пригоди Толі Клюквіна» — 1964 (пригоди)
- «Нуль три» — 1964
- «Мандрівник з багажем» — 1965
- «Великі клопоти через маленького хлопчика» — 1967 (Пригоди)
- «Як повеліває серце» — 1968
- «Журавушка» — 1968 (мелодрама)
- «Сільський детектив» — 1968 (детектив) - Глафира Аніскіна
- «Стара, стара казка» — 1968 (мюзикл / музичний)
- «Кабачок „13 стільців“» — 1969 (комедія) — пані Ірена
- «Пригоди жовтої валізки» — 1970 (пригоди)- петрусева бабуся
- «Чортова дюжина» — 1970 (історичний / біографічний)
- «Малюк і Карлсон, який живе на даху» — 1971 (спектакль) — фрекен Бок
- «Молоді» — 1971 (мелодрама)
- «Дванадцять місяців» — 1972 (казка) — гофмейстерина
- «Дивак з п'ятого „Б“» — 1972 (кіноповість)
- «Виконувач обов'язків» — 1973 (кіноповість)
- «Божевільний день або Одруження Фігаро» — 1973 (комедія)- Марселина
- «Прокинься і співай!» — 1973 (телеспектакль)
- «Аніскін і Фантомас» — 1974 (Пригоди) Глафіра, дружина Аніскіна
- «Маленькі комедії великого будинку» — 1974, ТБ фільм-спектакль
- «Один раз по один» — 1974 (комедія)
- «Царевич Проша» — 1974 (мультфільм / казка)
- «Це ми не проходили» — 1975 (кіноповість)
- «Великий атракціон» — 1975 (комедія) — Ольховикова
- «Єдина» — 1975 (мелодрама) — лікар-невропатолог
- «Ти» — мені, я — тобі" — 1976 (комедія)
- «Дванадцять стільців» — 1977 (комедія) — теща Вороб'янінова
- «Колискова для чоловіків» — 1977 (драма) - лікар — тітка Таня
- «Як Іванко-дурник за дивом ходив» — 1977 (мультфільм / казка) — баба Варвара
- «І знову Аніскін» — 1978 (детектив) - Глафіра, дружина Аніскіна
- «Особисте щастя» — 1978 (кіноповість)
- «Здрастуй, річко» — 1978
- «Троє в човні, не рахуючи собаки» — 1979 (комедія)
- «Прийміть телеграму у борг» — 1979 (кіноповість) - Пивашиха
- «У матросів немає питань» — 1980 (комедія)
- «Вам і не снилося» — 1980 (мелодрама) - бабуся Ромки
- «Нічна подія» — 1980 (детектив)
- «Дульсінея Тобоська» — 1980 (мюзикл / музичний)
- «Руки вгору!» — 1981 (пригоди)
- «Відставної кози барабанщик» — 1981 (трагікомедія) - бабка Агапа
- «Там, на невідомих доріжках» — 1982 (пригоди) — Баба-Яга
- «Не було печалі» — 1982 (мелодрама)
- «Карантин» — 1983 (пригоди)- прабабця
- «Осляча шкіра» — 1983 (мультфільм /казка) — Зла Чарівниця
- «І ось прийшов Бумбо...» — 1984 (кіноповість)
- «Формула кохання» — 1984 (мелодрама) - Федосія Іванівна
- «Рудий, чесний, закоханий» — 1984 (пригоди) — Сова Ілона
- «Після дощика, в четвер» — 1985 (пригоди) - сторожиха
- «Особиста справа судді Іванової» — 1985 (драматична історія)
- «Як стати щасливим» — 1986 (комедія)
- «Малявкін і компанія» — 1986
- «Хто увійде в останній вагон» — 1986 (мелодрама)
- «Раз, два - горе — не біда!» — 1988 (мультфільм /казка)
- «Князь Удача Андрійович» — 1989 (пригоди)